# Liste der Monuments historiques in Nachamps
Die Liste der Monuments historiques in Nachamps führt die Monuments historiques in der französischen Gemeinde Nachamps auf.

## Liste der Objekte
| Bezeichnung | Beschreibung          | Standort                                        | Kennzeichnung | Schutzstatus | Datum | Bild |
| ----------- | --------------------- | ----------------------------------------------- | ------------- | ------------ | ----- | ---- |
| Glocke      | Bronze, 1641 gegossen | in der Kirche Notre Dame de l’Assomption (Lage) | PM17002080    | Inscrit      | 2005  |      |